# Jorgos Kudas
Jorgos Kudas (grec. Γιώργος Κούδας; ur. 23 listopada 1946 w Ajos Pawlos) – były grecki piłkarz grający na pozycji ofensywnego pomocnika.

## Kariera klubowa
Jorgos Kudas całą swą karierę piłkarską spędził w PAOK-u Saloniki, w którym grał w latach 1963–1984. Z PAOK-iem zdobył mistrzostwo Grecji w 1976, dwukrotnie wicemistrzostwo Grecji w 1973 i 1978 oraz Puchar Grecji w 1972 i 1974. W barwach Dikefalos Kudas wystąpił 504 razy i strzelił 134 bramki.

## Kariera reprezentacyjna
W reprezentacji Grecji Jorgos Kudas występował w latach 1967–1995. W 1980 roku uczestniczył w Mistrzostwach Europy 1980, który był pierwszym międzynarodowym sukcesem w historii greckiego futbolu reprezentacyjnego. Na Euro 80 Kudas wystąpił w zremisowanym 0-0 meczu grupowym z RFN. Ogółem w reprezentacji Hellady wystąpił w 43 meczach i strzelił 4 bramki.